# Manuel Esquivel
Manuel Esquivel (Belize City, 2 maggio 1940 – Belize City, 10 febbraio 2022) è stato un politico beliziano.
È stato Primo ministro del Belize dal luglio 1984 al settembre 1989 e nuovamente dal luglio 1993 all'agosto 1998.
Dal settembre 1989 al settembre 1993, ossia nel periodo in cui non era Primo ministro, è stato capo dell'opposizione con George Cadle Price al Governo.
Dal 1973 è rappresentante del partito di centro-destra Partito Democratico Unito (United Democratic Party - UDP).